# Диктор
Ди́ктор — ведучий новин, розважальних програм та інших видів подачі різної інформації у засобах масової інформації: на радіо, на телебаченні або при коментуванні будь-яких подій.

## Сутність терміна
Дуже часто професію «диктор» асоціюють з коментатором. Це неправильно, оскільки професія диктора ближча до ведучого. Адже диктор так само веде програму і новини, начитує тексти рекламного характеру.

## Походження терміна
Сам термін «диктор» походить від латинського dictor «той, хто говорить». Особливо популярною і поважною ця професія була в першій половині XX століття. Тоді єдиним технічним джерелом новин було радіо.

## Відомі диктори Українського телебачення
- Тамара Гримальська
- Олександр Сафонов
- Тетяна Цимбал

## Відомі диктори Українського радіо
- Петро Бойко
- Микола Козій
- Ігор Мурашко
- Дмитро Хоркін
- Андрій Євенко
- Микола Погрібний
- Олена Коваленко
- Іван Рябоштан
- Ольга Копотун
- Світлана Горлова